# St. Willibald (Altisheim)

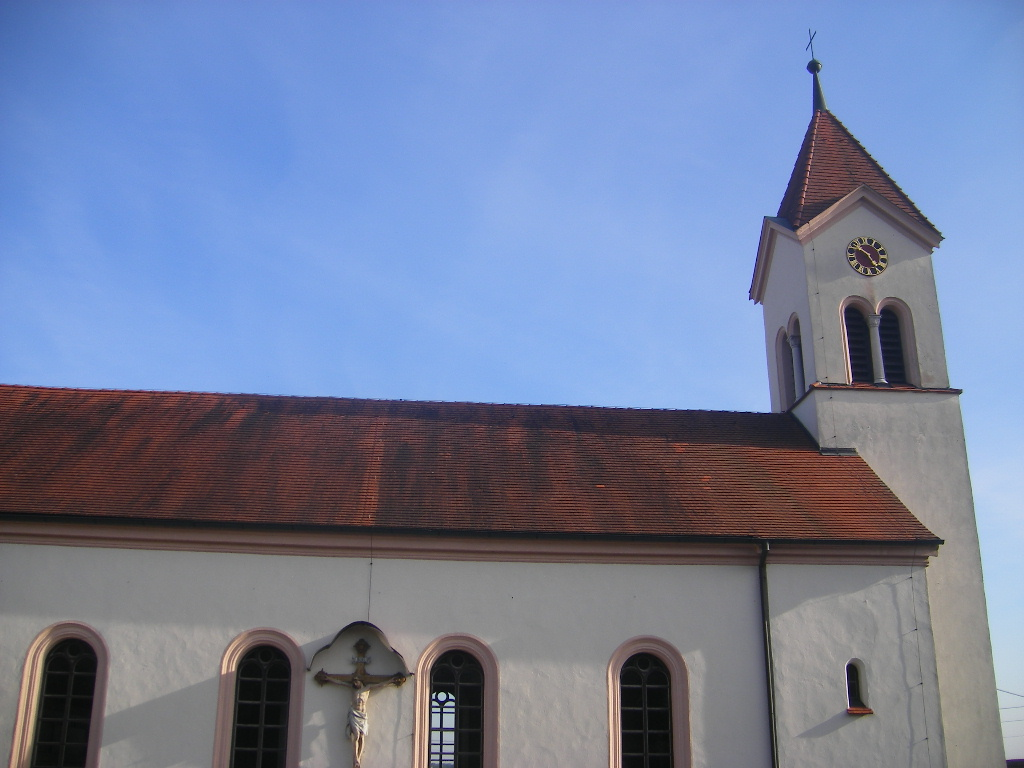
Kirche St. Willibald

Die katholische Pfarrkirche St. Willibald in Altisheim, einem Gemeindeteil von Kaisheim im schwäbischen Landkreis Donau-Ries in Bayern, wurde 1848/49 errichtet. Die Kirche mit der Adresse Willibaldstraße 4, die dem heiligen Willibald geweiht ist, gehört zu den geschützten Baudenkmälern in Bayern.
Der Saalbau mit eingezogenem Rechteckchor wurde an der Stelle einer Vorgängerkirche errichtet. Über dem Chor erhebt sich der Chorturm mit Spitzhelm und südwestlich ist die Sakristei angebaut. 
Von der Ausstattung ist die Muttergottes aus dem Ende des 17. Jahrhunderts im nördlichen Seitenaltar erwähnenswert.
Die Kirche steht inmitten des Friedhofs aus dem 17./18. Jahrhundert, der von einer Mauer wohl aus dem 18. Jahrhundert umgeben ist.